# گریسل
گریسل (به اسپانیایی: Grisel) یک دهستان در اسپانیا است که در استان ساراگوسا واقع شده‌است. گریسل ۱۴ کیلومتر مربع مساحت و ۶۰ نفر جمعیت دارد.